# Al-Muktafi
Abû Ahmad “al-Muktafî bi-lah” ʿAlî ben Ahmad al-Muʿtamid, surnommé Al-Muktafî, est né en 877. Il a succédé à Al-Mu`tadid, son père, comme dix-septième calife abbasside de Bagdad en 902. Il est mort en 908. Son frère, Al-Muqtadir, lui a succédé.

## Biographie
Sa mère était une esclave turque au service de son père Al-Mu`tadid. Au décès de son père il était en mission à  Raqqa ; il se rendit aussitôt à Bagdad. Il se fit rapidement apprécier du peuple en abolissant quelques-unes unes des mesures répressives de son père. Il a fait fermer les prisons souterraines qui étaient devenues la terreur de Bagdad.

### Les Qarmates
Le premier problème qu’il eut à affronter est l’insurrection des Qarmates qui avait débuté pendant le règne précédent.
Les armées impériales étaient engagées en Égypte. En 902, des qarmates, sous le commandement de Zikrawayh ont conquis quelques villes du Nord de la Syrie (Alep, Homs, Hama). Le calife abbasside les a vaincus.
Un autre meneur appelé « l’homme à la chamelle » attaqua Damas, il fut tué pendant l’assaut. Un autre se prétendant Mahdî terrorisa une partie de la Syrie, il fut exécuté en 904.
Zikrawayh est entré dans Koufa le 13 octobre 905. Il a organisé le pillage des caravanes revenant du pèlerinage à La Mecque.
Al-Muktafi a désigné le général turc Wasif à la tête d’une grande armée pour aller à la rencontre de Zikrawayh. Après deux jours de combat Zikrawayh est pris. Il est mort de ses blessures au cours du voyage vers Bagdad (907), sa mort mit fin à cette période de troubles en Syrie et en Irak. La foule de Bagdad a salué avec satisfaction son cadavre. Son armée a été poursuivie en Syrie et détruite par Al-Husayn ben Hamdan.

### En Égypte
Le calife Al-Muʿtadid, avait reconnu l’autonomie de gouvernement de Khumârawayh sur les régions qu’il contrôlait contre le versement d’un tribut annuel (892).
Khumârawayh est assassiné en 896. Le pays sombre dans le désordre. Abû al-`Asâkir, le fils de Khumârawayh, est assassiné peu de temps après sa prise de pouvoir comme émir d’Égypte et de Syrie. Son second fils Hârûn lui a succédé bien que la situation continuât de se détériorer (896).
Dans le combat contre les Qarmates en Syrie, les armées du calife avaient reçu une aide substantielle des armées l’Égypte sous le commandement de Muhammad Sulayman. En voyant l’état de l’émirat Toulounide, ce général se mit au service du califat pour prendre l’Égypte. Une flotte partie de Tarse se dirigeait vers le Nil dans le même but. Arrivé aux abords du Caire, il n’eut pas à combattre car la plupart des capitaines se sont ralliés à lui.
Hârûn est tué d’une flèche au cours de cette prise du Caire en 904.
Les troupes ont dévasté la ville, détruisant  toute l’œuvre des Toulounides, leurs richesses ont été  emmenées à Bagdad. Muhammad Sulayman est accusé de spoliations et est mis en prison. C’est Chayban, frère d’Ahmad Ibn Touloun qui a repris la fonction d’émir d’Égypte jusqu’en 905.
Finalement, Al-Mutakfi a lancé une expédition contre les Toulounides et a mis fin à cette dynastie (905).

### En Irak
Les populations Kurdes s’étaient regroupées aux environs de Ninive. Le gouverneur de Mossoul était l’Hamdanide Abu al-Hayja qui a été nommé à ce poste  905. Les troupes arabes sous ses ordres repoussent les Kurdes jusqu’en Azerbaïdjan..

### Au Khorassan
Les Samanides  régnaient sur le Khorassan.
En 900, au nom du calife, ils avaient vaincu le Saffaride Amr ibn Layth.
Ils devaient faire face aux incursions des Turcomans. Ils devenaient pratiquement indépendants de Bagdad étendant leurs territoires jusqu’en Transoxiane.

### Les Byzantins
Au cours du règne d’Al-Muktafi comme pendant le règne précédent, les hostilités avec les Byzantins n’ont jamais vraiment cessé. Le gouverneur Toulounide de Tarse avait dû incendier une  flotte arabe de 50 vaisseaux, laissant ainsi le camp libre aux Byzantins. En 905, les troupes byzantines formées de dix armées de 10 000 hommes chacune  ont dévasté les côtes restées sous  domination musulmane. Dans le même temps une flotte musulmane dirigée par un traître grec, ravageait la côte en face de Byzance.
Il s’est ensuivi d’autres combats, jusqu’à ce que la paix soit faite, avec l’échange de prisonniers et le paiement de rançon.

### Fin du règne
Après un règne tumultueux de moins de sept ans, Al-Muktafî pouvait voir un califat plus en sécurité qu'au moment de la mort de son père. Un de ses derniers actes politiques a été de reconnaître Ahmad II comme successeur légitime de son père Ismail Ier sur le trône des Samanides (907).
Al-Muktafi était retenu dans son lit depuis plusieurs mois  à cause d'une maladie. Il a alors pensé à sa succession. Il avait le choix entre son puiné et un des fils d'Al-Mu`tazz. Le Vizir dans l'espoir d'avoir plus d'influence sur un enfant, a appuyé le choix d'Al-Muqtadir alors qu'il n'avait que treize ans au moment de prendre la succession (908).